# Atila
Atila (llanuras danubianas, c. 395 d. C., Valle de Tisza, 453) fue el último y el más poderoso caudillo de los hunos, tribu procedente probablemente de Asia, aunque sus orígenes exactos son desconocidos. Fue uno de los gobernantes más importantes de los grupos que los romanos llamaban «bárbaros».  Atila asaltó el Imperio romano (tanto el Oriental como el Occidental) invadiendo las provincias del sur de los Balcanes y Grecia, y luego la Galia e Italia, y gobernó el mayor imperio europeo de su tiempo, desde el 434 hasta su muerte en marzo de 453, un efímero imperio tribal formado por hunos, ostrogodos, alanos y búlgaros, entre otros, en Europa central y oriental, siendo el centro de su esfera de poder la zona de la actual Hungría. Este imperio experimentó el mayor desarrollo de poder bajo Atila, pero volvió a derrumbarse poco después de su muerte.
La expresión popular reza que Atila decía «donde mi caballo pisa no crece hierba». Conocido en Occidente como El azote de Dios, sus dominios se extendieron desde la Europa central hasta el mar Negro, y desde el río Danubio hasta el mar Báltico. Durante su reinado fue uno de los enemigos más temidos de los Imperios romanos de Occidente (con capital en Rávena, puesto que Roma había dejado de ser el centro político del imperio) y Oriente (con capital en Constantinopla). Atila cruzó el Danubio e invadió y saqueó dos veces los Balcanes, pero fue incapaz de capturar Constantinopla. Su infructuosa campaña en Persia fue seguida en el 441 por una invasión al Imperio romano de Oriente (o imperio bizantino), cuyo éxito le envalentonó a invadir el imperio romano occidental. Intentó también conquistar la Galia romana (actual Francia), cruzando el Rin en 451 y marchando hasta Cénabo (para entonces llamada Aurelianum, y la actual Orleans), hasta que el general romano Aecio lo obligó a retroceder en la batalla de los Campos Cataláunicos en el 451. Posteriormente invadió Italia, devastando las provincias septentrionales, y logró hacer huir al emperador de Occidente Valentiniano III de su capital, Rávena, en el 452, pero no pudo tomar Roma. Planeó nuevas campañas contra los romanos, pero murió en 453. Tras la muerte de Atila, su consejero más cercano, Ardarico de los Gépidas, lideró una revuelta germánica contra el dominio huno, tras la cual el Imperio Huno se derrumbó rápidamente.
Atila mantuvo contactos diplomáticos con ambas partes del Imperio romano, con el objetivo principal de imponer a los romanos el pago de los tributos más elevados posibles, que Atila necesitaba para mantener unido su imperio multiétnico, de construcción poco sólida. A los romanos, por su parte, les interesaban unas condiciones lo más estables posibles en la vecina Barbaricum para asegurar sus fronteras. La obra histórica fragmentaria de Prisco de Panio es una fuente importante para entender los contactos entre romanos y hunos en esta época.
Atila perduró como personaje en las leyendas heroicas germánicas, así como en la figura legendaria del rey Etzel (nombre germanizado de Atila) en numerosas obras medievales, como el Cantar de los nibelungos o los poemas heroicos de Dietrich von Bern.

## Historiografía y fuentes

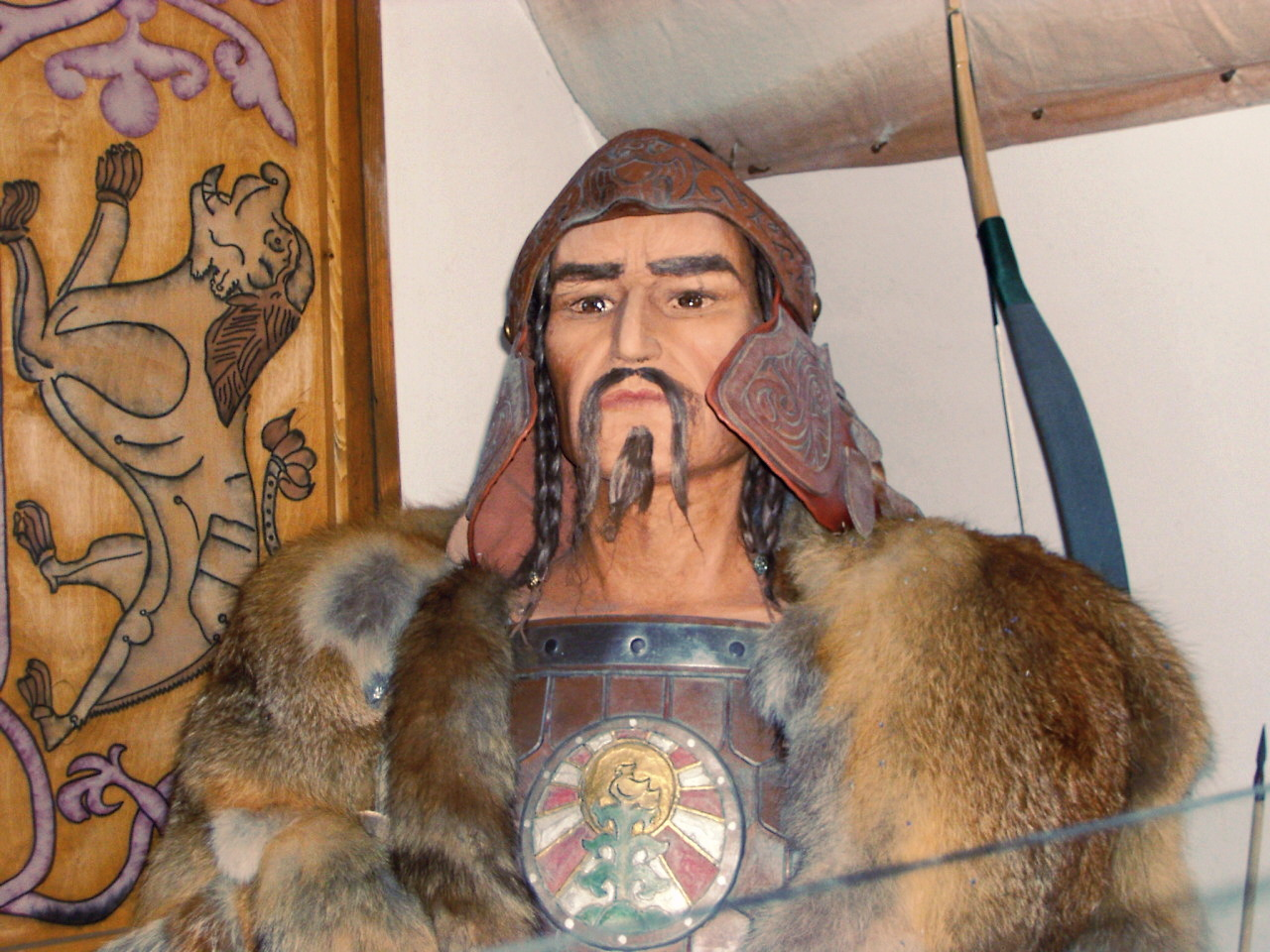
Figura de Atila en un museo de Hungría

La historiografía de Atila se enfrenta a un enorme reto, ya que las únicas fuentes completas están escritas en griego y latín por enemigos de los hunos. Los contemporáneos de Atila dejaron muchos testimonios de su vida, pero solo se conservan fragmentos. Prisco fue un diplomático e historiador bizantino que escribió en griego, y fue a la vez testigo y actor de la historia de Atila, como miembro de la embajada de Teodosio II en la corte huna en 449. Obviamente, su posición política era sesgada, pero sus escritos son una fuente importante de información sobre la vida de Atila, y es la única persona conocida que escribió una descripción física de él. Escribió una historia del Bajo imperio romano en ocho libros que abarcan el periodo comprendido entre 430 y 476.
Solo se conservan fragmentos de la obra de Prisco. Fue ampliamente citada por los historiadores del siglo VI Procopio y Jordanes, especialmente en Origen y hechos de los Godos, de Jordanes, que contiene numerosas referencias a la historia de Prisco, y es también una importante fuente de información sobre el imperio huno y sus vecinos. Jordanes describe el legado de Atila y del pueblo huno durante un siglo después de la muerte de Atila. Conde Marcelino, canciller de Justiniano durante la misma época, también describe las relaciones entre los hunos y el Imperio romano de Oriente.
Numerosos escritos eclesiásticos contienen información útil pero dispersa, a veces difícil de autentificar o distorsionada por años de copias a mano entre los siglos VI y XVII. Los escritores húngaros del siglo XII deseaban presentar a los hunos bajo una luz positiva como sus gloriosos antepasados, por lo que suprimieron ciertos elementos históricos y añadieron sus propias leyendas.
La literatura y los conocimientos de los propios hunos eran transmitidos oralmente, mediante epopeyas y poemas cantados que se transmitían de generación en generación. Indirectamente, nos han llegado fragmentos de esta historia oral a través de la literatura de escandinavos y germanos, vecinos de los hunos que escribieron entre los siglos IX y XIII. Atila es un personaje importante en muchas epopeyas medievales, como el Cantar de los nibelungos, así como en varias Eddas y sagas, a menudo como la figura legendaria del rey Etzel.
La investigación arqueológica ha desvelado algunos detalles sobre el estilo de vida, el arte y la guerra de los hunos. Hay algunos vestigios de batallas y asedios, pero aún no se ha encontrado la tumba de Atila ni la ubicación de su capital.

## Orígenes
Los hunos europeos pueden haber sido una rama occidental de los xiongnu, grupo protomongol o prototúrquico de tribus nómadas del noreste de China y del Asia Central. Estos pueblos lograron superar militarmente a sus rivales (muchos de ellos de refinada cultura y civilización) por su predisposición para la guerra, su asombrosa movilidad, gracias a sus pequeños y veloces caballos, y su extraordinaria habilidad con el arco.
Atila nació en torno al año 400. En cuanto a su infancia, la suposición de que a temprana edad era ya un jefe capaz y un avezado guerrero es razonable, pero no existe forma de constatarla. A la muerte de su padre, Atila se encuentra con su tío y decide acompañarlo para aprender el arte de la guerra.

## El trono compartido

El mundo del Mediterráneo sobre el 450 d. C.

Hacia 432, los hunos se unificaron bajo el rey Rugila. En 434 murió Rugila, dejando a sus sobrinos Atila y Bleda, hijos de su hermano Mundzuk, al mando de todas las tribus hunas. En aquel momento los hunos se encontraban en plena negociación con los embajadores de Teodosio II acerca de la entrega de varias tribus renegadas que se habían refugiado en el seno del imperio de Oriente. Al año siguiente, Atila y Bleda tuvieron un encuentro con la legación imperial en Margus (actualmente Pozarevac) y, sentados todos en la grupa de los caballos a la manera huna, negociaron un tratado. Los romanos acordaron no solo devolver las tribus fugitivas (que habían sido un auxilio más que bienvenido contra los vándalos), sino también duplicar el tributo anteriormente pagado por el imperio, de 350 libras romanas de oro (casi 115 kg), abrir los mercados a los comerciantes hunos y pagar un rescate de ocho sólidos por cada romano prisionero de los hunos. Éstos, satisfechos con el tratado, levantaron sus campamentos y partieron hacia el interior del continente, tal vez con el propósito de consolidar y fortalecer su imperio. Teodosio aprovechó esta oportunidad para reforzar los muros de Constantinopla, construyendo las primeras murallas marítimas de la ciudad, y para levantar líneas defensivas en la frontera a lo largo del Danubio.

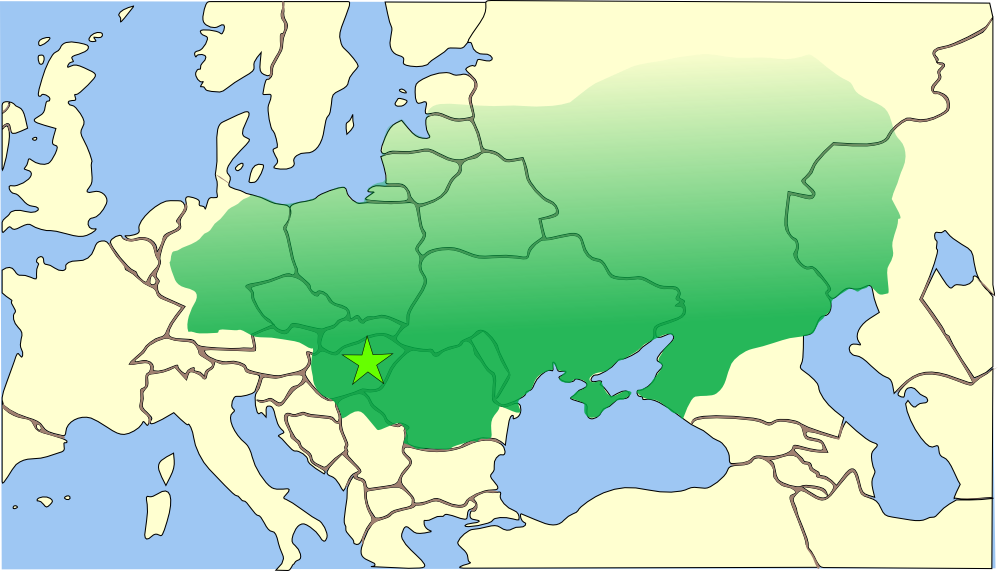
El imperio huno se extendía desde las estepas de Asia Central hasta la actual Alemania, y desde el Danubio hasta el Báltico, con su sede en la actual Hungría.

Los hunos permanecieron los siguientes cinco años fuera de la vista de los romanos. Durante este tiempo llevaron a cabo una invasión de Persia. Sin embargo, una contraofensiva persa en Armenia concluyó con la derrota de Atila y Bleda, quienes renunciaron a sus planes de conquista. En 440 reaparecieron en las fronteras del imperio oriental, atacando a los mercaderes de la ribera norte del Danubio, a los que protegía el tratado vigente. Atila y Bleda amenazaron con la guerra abierta, sosteniendo que los romanos habían faltado a sus compromisos y que el obispo de Margus (cercana a la actual Belgrado) había cruzado el Danubio para saquear y profanar las tumbas reales hunas de la orilla norte del Danubio. Cruzaron entonces este río y arrasaron las ciudades y fuertes ilirios a lo largo de la ribera, entre ellas –según Prisco– Viminacium, que era una ciudad de los moesios en Iliria. Su avance comenzó en Margus, ya que cuando los romanos debatieron la posibilidad de entregar al obispo acusado de profanación, este huyó en secreto a los bárbaros y les entregó la ciudad.
Teodosio había desguarnecido las defensas ribereñas como consecuencia de la conquista de Cartago por el vándalo Genserico en 440 y la invasión de Armenia por el sasánida Yazdegerd II en 441. Esto dejó a Atila y Bleda el camino abierto a través de Iliria y los Balcanes, que se apresuraron a invadir el mismo 441. El ejército huno, habiendo saqueado Margus y Viminacium, tomó Singidunum (la moderna Belgrado) y Sirmium antes de detener las operaciones. Siguió entonces una tregua a lo largo de 442, momento que aprovechó Teodosio para traer sus tropas del norte de África y disponer una gran emisión de moneda para financiar la guerra contra los hunos. Hechos estos preparativos, consideró que podía permitirse rechazar las exigencias de los reyes bárbaros.
La respuesta de Atila y Bleda fue reanudar la campaña (443). Golpeando a lo largo del Danubio, tomaron los centros militares de Ratiara y sitiaron con éxito Naissus (actual Nis) mediante el empleo de arietes y torres de asalto rodantes (sofisticaciones militares novedosas entre los hunos). Más tarde, presionando a lo largo del Nisava ocuparon Sérdica (Sofía), Filípolis (Plovdiv) y Arcadiópolis. Enfrentaron y destruyeron tropas romanas en las afueras de Constantinopla y solo se detuvieron por la falta del adecuado material de asedio capaz de abrir brechas en las ciclópeas murallas de la ciudad. Teodosio admitió la derrota y envió al cortesano Anatolio para que negociara los términos de la paz, que fueron más rigurosos que en el anterior tratado: el emperador acordó entregar más de 6000 libras romanas (unos 1963 kg) de oro como indemnización por haber faltado a los términos del pacto; el tributo anual se triplicó, alcanzando la cantidad de 2100 libras romanas (unos 687 kg) de oro; y el rescate por cada romano prisionero pasaba a ser de 12 sólidos.
Satisfechos durante un tiempo sus deseos, los reyes hunos se retiraron al interior de su imperio. De acuerdo con Jordanes (quien sigue a Prisco), en algún momento del periodo de calma que siguió a la retirada de los hunos desde Bizancio (probablemente en torno a 445), Bleda murió y Atila quedó como único rey. Existe abundante especulación histórica sobre si Atila asesinó a su hermano o si Bleda murió por otras causas. En todo caso, Atila era ahora el señor indiscutido de los hunos y nuevamente se volvió hacia el imperio oriental.

## Rey único

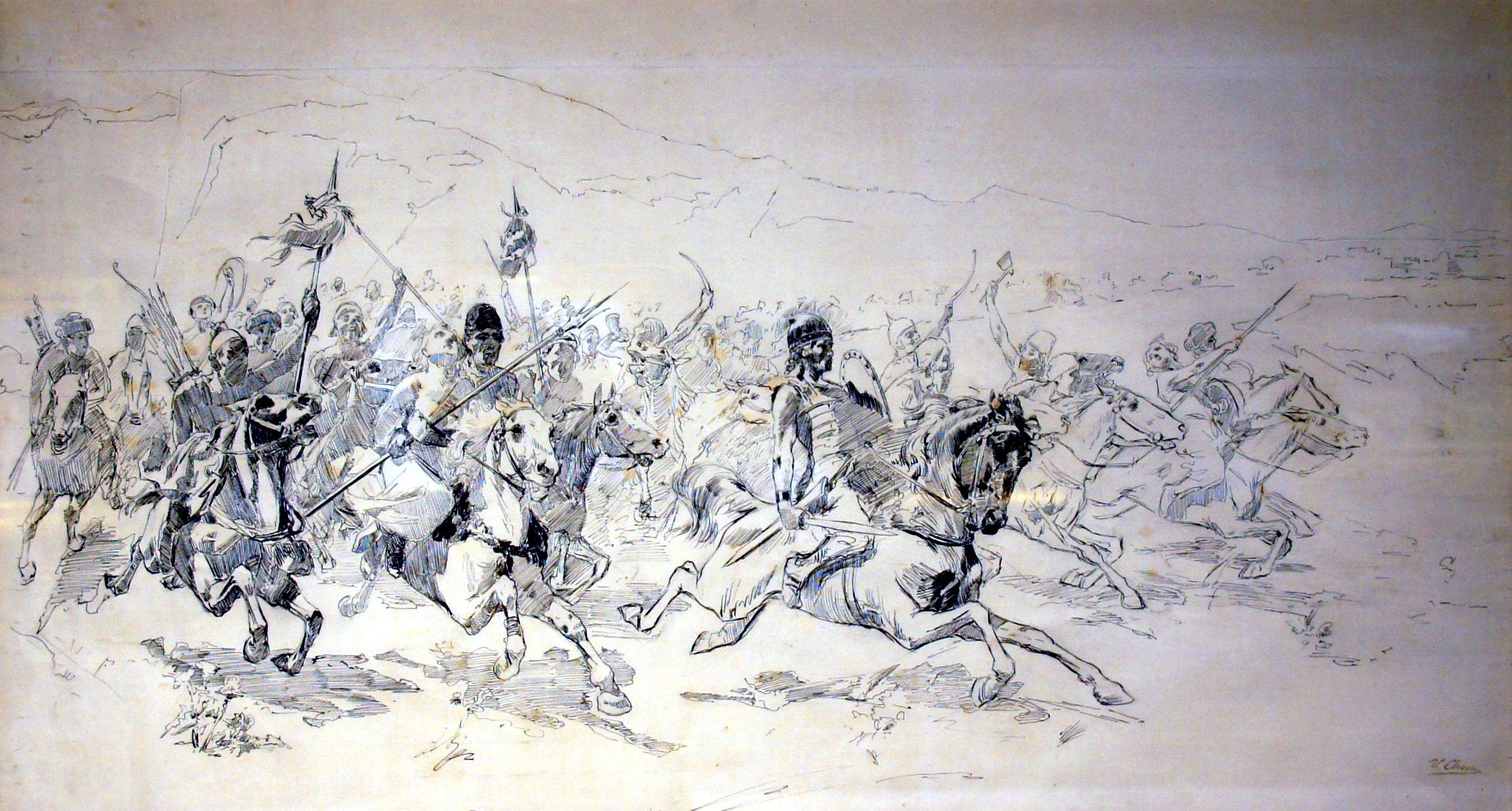
Atila y los hunos (Ulpiano Checa), tinta sobre papel, 65 x 103,5 cm. 1891. Museo Ulpiano Checa.

Tras la partida de los hunos, Constantinopla sufrió graves desastres, tanto naturales como causados por el hombre: sangrientos disturbios entre aficionados a las carreras de carros del Hipódromo; epidemias en el 445 y 446, la segunda a continuación de una hambruna; y toda una serie de terremotos que duró cuatro meses, destruyó buena parte de las murallas y mató a miles de personas, ocasionando una nueva epidemia. Este último golpe tuvo lugar en el 447, justo cuando Atila, habiendo consolidado su poder, partió de nuevo hacia el sur, entrando en el imperio a través de Moesia. El ejército romano, bajo el mando del magister militum godo Arnegisclo, le hizo frente en el río Vid y fue vencido aunque no sin antes ocasionar graves pérdidas al enemigo. Los hunos quedaron sin oposición y se dedicaron al pillaje a lo largo de los Balcanes, llegando incluso hasta las Termópilas. Constantinopla misma se salvó gracias a la intervención del prefecto Flavio Constantino, quien organizó brigadas ciudadanas para reconstruir las murallas dañadas por los sismos (y, en algunos lugares, para construir una nueva línea de fortificación delante de la antigua).
Ha llegado hasta nosotros un relato de la invasión:

La nación bárbara de los hunos, que habitaba en Tracia, llegó a ser tan grande que más de cien ciudades fueron conquistadas y Constantinopla llegó casi a estar en peligro y la mayoría de los hombres huyeron de ella (…) Y hubo tantos asesinatos y derramamientos de sangre que no se podía contar a los muertos. ¡Ay, que incluso ocuparon iglesias y monasterios y degollaron a monjes y doncellas en gran número!
Callínico, Vida de San Hipatio

Atila reclamó como condición para la paz que los romanos continuaran pagando un tributo en oro y que evacuaran una franja de tierra cuya anchura iba de las trescientas millas hacia el este desde Sigindunum hasta las cien millas al sur del Danubio. Las negociaciones continuaron entre romanos y hunos durante aproximadamente tres años. El historiador Prisco fue enviado como embajador al campamento de Atila en el 448. Los fragmentos de sus informes, conservados por Jordanes, nos ofrecen una gráfica descripción de Atila entre sus numerosas esposas, su bufón escita y su enano moro, impasible y sin joyas en medio del esplendor de sus cortesanos:

Se había preparado una lujosa comida, servida en vajilla de plata, para nosotros y nuestros bárbaros huéspedes, pero Atila no comió más que carne en un plato de madera. En todo lo demás se mostró también templado; su copa era de madera, mientras que al resto de nuestros huéspedes se les ofrecían cálices de oro y plata. Su vestido, igualmente, era muy simple, alardeando sólo de limpieza. La espada que llevaba al costado, los lazos de sus zapatos escitas y la brida de su caballo carecían de adornos, a diferencia de los otros escitas, que llevaban oro o gemas o cualquier otra cosa preciosa.

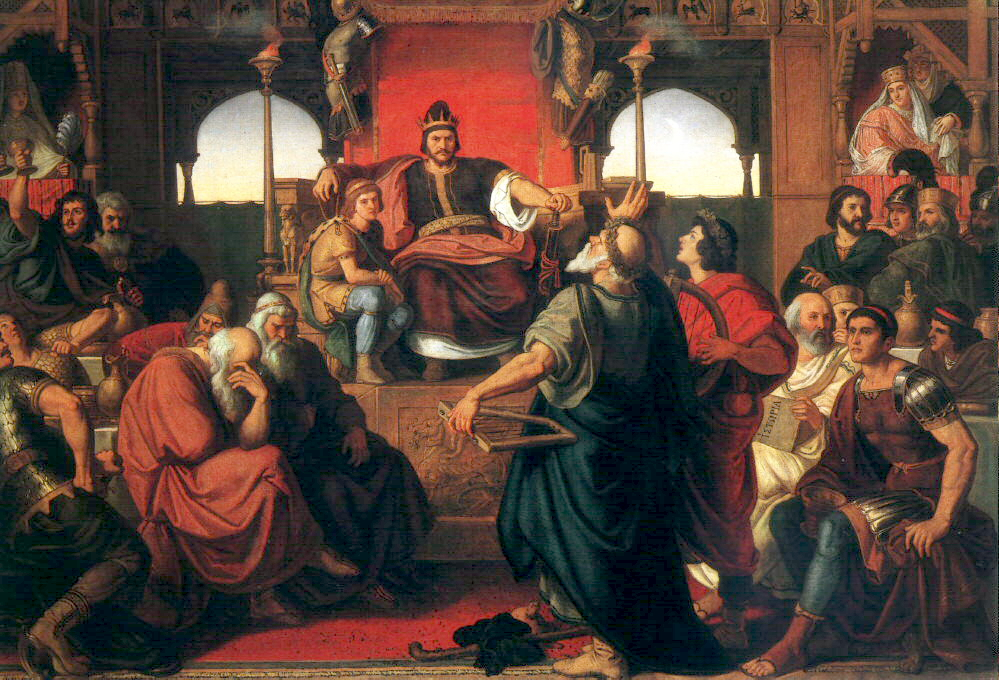
La fiesta de Atila, cuadro del pintor húngaro Mór Than. Se basa en el fragmento de Prisco, al que representa de blanco en la parte derecha, sosteniendo su libro de historia.

Durante estos tres años, de acuerdo con una leyenda recogida por Jordanes, Atila descubrió la “Espada de Marte”:

Dice el historiador Prisco que fue descubierta en las siguientes circunstancias: Cierto pastor descubrió que un ternero de su rebaño cojeaba y no fue capaz de encontrar la causa de la herida. Siguió ansiosamente el rastro de la sangre y halló al cabo una espada con la que el animal se había herido mientras pastaba en la hierba. La recogió y la llevó directamente a Atila. Éste se deleitó con el regalo y, siendo ambicioso, pensó que se le había destinado a ser señor de todo el mundo y que por medio de la Espada de Marte tenía garantizada la supremacía en todas las guerras.
Jordanes, Origen y gestas de los godos (XXXV)

## Atila en Occidente
Ya en el 450 había proclamado Atila su intención de atacar al poderoso reino visigodo de Toulouse en alianza con el emperador Valentiniano III. Atila había tenido anteriormente buenas relaciones con el imperio occidental y con su gobernante de facto, Flavio Aecio. Aecio había pasado un breve exilio entre los hunos en el 433, y las tropas que Atila le había proporcionado contra los godos y los burgundios habían contribuido a conseguirle el título –más que nada honorífico– de magister militum en Occidente. Los regalos y los esfuerzos diplomáticos de Genserico, que se oponía y temía a los visigodos, pudieron influir también en los planes de Atila.

El camino de las fuerzas hunas en la invasión de la Galia, hasta la Batalla de los Campos Cataláunicos.

En cualquier caso, en la primavera del 450, la hermana de Valentiniano, Honoria, a la que contra su voluntad habían prometido con un senador, envió al rey huno una demanda de ayuda juntamente con su anillo. Aunque es probable que Honoria no tuviera intención de proponerle matrimonio, Atila escogió interpretar así su mensaje. Aceptó, pidiéndole como dote la mitad del imperio occidental. Cuando Valentiniano descubrió lo sucedido, solo la influencia de su madre, Gala Placidia, consiguió que enviara a Honoria al exilio en vez de matarla. Escribió a Atila negando categóricamente la legitimidad de la supuesta oferta de matrimonio. Atila, sin dejarse convencer, envió una embajada a Rávena para proclamar la inocencia de Honoria y la legitimidad de su propuesta de esponsales, así como que él mismo se encargaría de venir a reclamar lo que era suyo por derecho.
Mientras tanto, Teodosio murió a consecuencia de una caída de caballo y su sucesor, Marciano, interrumpió el pago del tributo a finales del 450. Las sucesivas invasiones de los hunos y de otras tribus habían dejado los Balcanes con poco que saquear. El rey de los salios había muerto y la lucha sucesoria entre sus dos hijos condujo a un enfrentamiento entre Atila y Aecio. Atila apoyaba al hijo mayor, mientras que Aecio lo hacía al menor. Bury piensa que la intención de Atila al marchar hacia el oeste era la de extender su reino –ya para entonces el más poderoso del continente– hasta la Galia y las costas del Atlántico. Para cuando reunió a todos sus vasallos (gépidos, ostrogodos, rugianos, escirianos, hérulos, turingios, alanos, burgundios, etc.) e inició su marcha hacia el oeste, había ya enviado ofertas de alianza tanto a los visigodos como a los romanos.
En el 451 su llegada a Bélgica con un ejército que Jordanes cifra en 500.000 hombres puso pronto en claro cuáles eran sus verdaderas intenciones. El 7 de abril tomó Metz, obligando a Aecio a ponerse en movimiento para hacerle frente con tropas reclutadas entre los francos, burgundios y celtas. Una embajada de Avito y el constante avance de Atila hacia el oeste convencieron al rey visigodo, Teodorico I, de aliarse con los romanos. El ejército combinado de ambos llegó a Orleans por delante de Atila, cortando así su avance. Aecio persiguió a los hunos y les dio caza cerca de Châlons-en-Champagne, trabando la batalla de los Campos Cataláunicos, que terminó en un empate técnico, con numerosas pérdidas en ambos bandos. Teodorico perdió la vida en el combate. Atila se replegó más allá de sus fronteras y sus aliados se desbandaron.

## Invasión de Italia y muerte de Atila

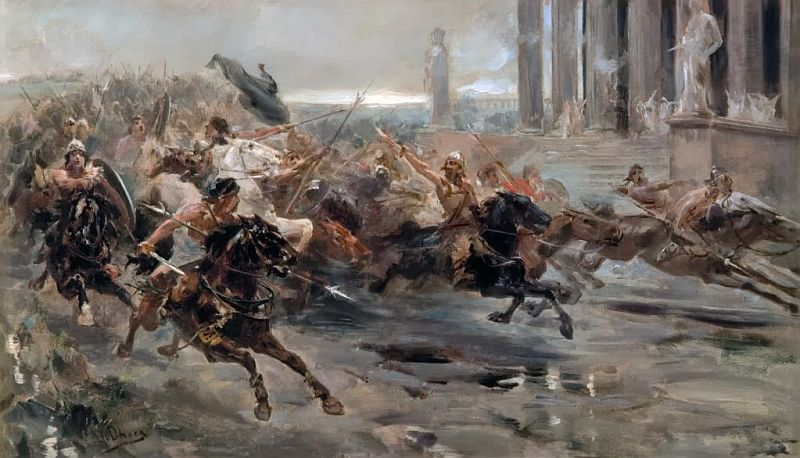
Atila y sus hunos invadiendo Italia, por Ulpiano Checa (1887).

Atila apareció de nuevo en el 452 para exigir su matrimonio con Honoria, invadiendo y saqueando Italia a su paso. Su ejército sometió a pillaje numerosas ciudades y arrasó Aquilea hasta sus cimientos. Valentiniano huyó de Rávena a Roma. Aecio permaneció en campaña, pero sin potencia militar suficiente para presentar batalla.
Finalmente, Atila se detuvo en el Po, a donde acudió una embajada formada, entre otros, por el prefecto Trigecio, el cónsul Avieno y el papa León I. Tras el encuentro inició la retirada sin reclamar ya ni su matrimonio con Honoria ni los territorios que deseaba.
Se han ofrecido muchas explicaciones para este hecho. Puede que las epidemias y hambrunas que coincidieron con su invasión debilitaran su ejército, o que las tropas que Marciano envió al Danubio le forzaran a regresar, o quizá ambas cosas. Prisco cuenta que un temor supersticioso al destino de Alarico, que murió poco después del saqueo de Roma en el 410, hizo detenerse a los hunos. Próspero de Aquitania afirma que el papa León, ayudado por San Pedro y San Pablo, lo convenció para que se retirara de la ciudad.

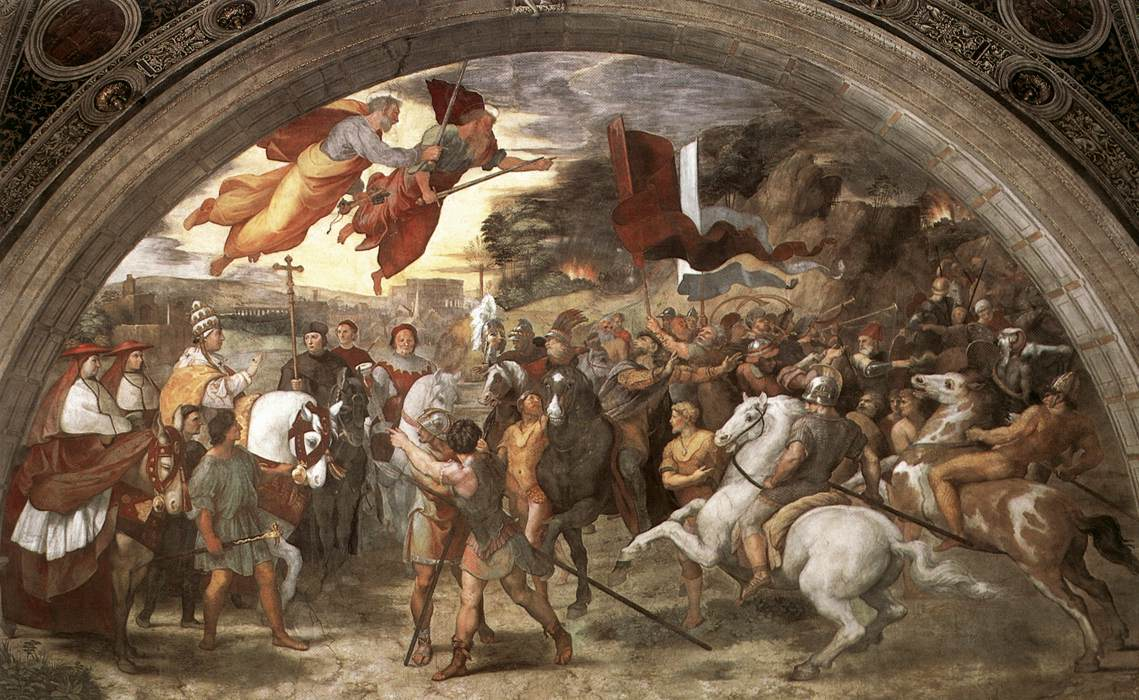
El encuentro de San León Magno y Atila, de Rafael, en el que se puede ver a San Pedro y San Pablo apoyando al papa desde lo alto en su encuentro con el rey huno.

Cualesquiera que fuesen sus razones, Atila dejó Italia y regresó a su palacio más allá del Danubio. Desde allí planeó atacar nuevamente Constantinopla y exigir el tributo que Marciano había dejado de pagar. Pero la muerte le sorprendió a comienzos del 453. El relato de Prisco dice que cierta noche, tras los festejos de celebración de su última boda (con una goda llamada Ildico), sufrió una grave hemorragia nasal que le ocasionó la muerte. Sus soldados, al descubrir su fallecimiento, le lloraron cortándose el pelo e hiriéndose con las espadas, pues –como señala Jordanes– “el más grande de todos los guerreros no había de ser llorado con lamentos de mujer ni con lágrimas, sino con sangre de hombres”. Lo enterraron en un triple sarcófago –de oro, plata y hierro– junto con el botín de sus conquistas, y los que participaron en el funeral fueron ejecutados para mantener secreto el lugar de enterramiento. Tras su muerte, siguió viviendo como figura legendaria: los personajes de Etzel en el Cantar de los Nibelungos y de Atli en la Saga de los Volsungos y la Edda poética se inspiran vagamente en su figura.
Otra versión de su muerte es la que nos ofrece, ochenta años después del suceso, el cronista romano Conde Marcelino: “Atila, rey de los hunos y saqueador de las provincias de Europa, fue atravesado por la mano y la daga de su mujer”. También la Saga de los Volsung y la Edda poética sostienen que el rey Atli (Atila) murió a manos de su mujer Ildico, pero la mayoría de los estudiosos rechazan estos relatos como puras fantasías románticas y prefieren la versión dada por Prisco, contemporáneo de Atila.
Este fue el fin de los ocho años que duraron las invasiones de los hunos, los bárbaros que hicieron retroceder y extinguirse a Roma. El Imperio Romano de Occidente, del que prácticamente no quedaba más que la propia Roma, fue terminado y destruido por los vándalos, otro pueblo bárbaro.
Los hijos de Atila, Elak (al que había designado heredero), Dengizik y Ernak lucharon por la sucesión y, divididos, fueron vencidos y desperdigados el año siguiente en la batalla de Nedao por una coalición de pueblos diversos (entre ellos ostrogodos, hérulos y gépidos). Su imperio no sobrevivió a Atila.

## Apariencia, carácter y nombre
La principal fuente de información sobre Atila es Prisco, un historiador que viajó con Maximino en una embajada de Teodosio II en el 448. Describe el poblado construido por los nómadas hunos, y en el que se habían establecido, como del tamaño de una ciudad grande, con sólidos muros de madera. Al propio Atila lo retrata así:

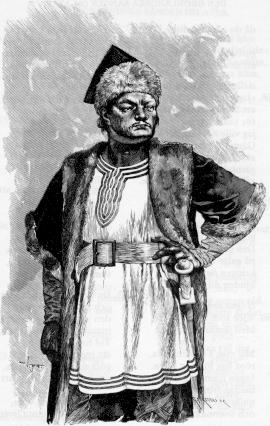
Ilustración de Atila de Edda poética.

“Corto de estatura, de ancho pecho y cabeza grande; sus ojos eran pequeños, su barba fina y salpicada de canas; y tenía la nariz chata y la tez morena, mostrando la evidencia de su origen”.
Atila es conocido en la historia y la tradición occidentales como el inflexible “Azote de Dios”, y su nombre ha pasado a ser sinónimo de crueldad y barbarie. Algo de esto ha podido surgir de la fusión de sus rasgos, en la imaginación popular, con los de los posteriores señores esteparios de la guerra, como Gengis Kan y Tamerlán: todos ellos comparten la misma fama de crueles, inteligentes, sanguinarios y amantes de la batalla y el pillaje. La realidad sobre sus caracteres respectivos puede ser más compleja. Los hunos del tiempo de Atila se habían relacionado durante algún tiempo con la civilización romana, particularmente a través de los aliados germanos (foederati) de la frontera, de modo que cuando Teodosio envió su embajada del 448, Prisco pudo identificar como lenguas comunes en la horda el huno, el gótico y el latín. Cuenta también Prisco su encuentro con un romano occidental cautivo, que había asimilado tan completamente la forma de vida de los hunos que no tenía ningún deseo de volver a su país de origen. Y la descripción del historiador bizantino de la humildad y sencillez de Atila no ofrece dudas sobre la admiración que le causa. Asimismo, de los relatos del mismo Prisco se desprende con claridad que Atila no solo hablaba perfectamente el latín, sino que sabía escribirlo; además hablaba griego y otros idiomas, por lo que muy probablemente se trató de un hombre de gran cultura para los cánones de la época.

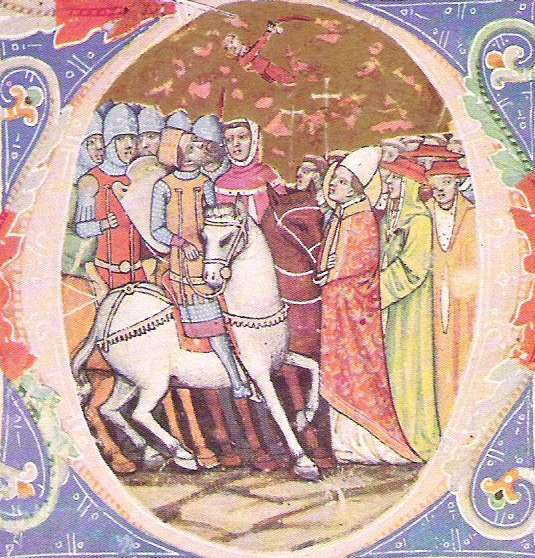
Una ilustración de la reunión de la Crónica ilustrada Húngara, c. 1360.

El contexto histórico de la vida de Atila tuvo gran trascendencia a la hora de configurar su posterior imagen pública: En los años de la decadencia del Imperio occidental, tanto sus conflictos con Aecio (conocido a menudo como “el último romano”) como lo ajeno de su cultura contribuyeron a cubrirlo con la máscara de bárbaro feroz y enemigo de la civilización con la que ha sido reflejado en un sinnúmero de películas y otras manifestaciones artísticas. Los poemas épicos germanos en los que aparece nos ofrecen un retrato más matizado: es tanto un aliado noble y generoso –el Etzel del Cantar de los Nibelungos– como cruel y rapaz –Atli, en la Saga de los Volsung y en la Edda poética–.
Algunas historias nacionales, sin embargo, lo retratan siempre bajo una luz favorable. Durante la Edad Media, en los siglos XIII y XIV se dejó sentada la leyenda de los dos hermanos Hunor y Magor, donde se explicaba el parentesco entre los hunos y húngaros, así como la llegada de Atila a los territorios panonios. En Hungría y Turquía los nombres de Atila y su última mujer, Ildico, siguen siendo populares actualmente (siglo XXI). De forma parecida, el escritor húngaro Géza Gárdonyi, en su novela A láthatatlan ember (publicada en español con el título de El esclavo de Atila), ofrece una imagen positiva del rey huno, describiéndolo como un jefe sabio y querido.
Se ha calificado a Atila como un «bárbaro» sin darse cuenta de que los romanos llamaban así a cualquier pueblo que no fuera romano o romanizado, sin importar su grado de cultura ni su estado de civilización. Hay que tener en cuenta, a la hora de formarse una idea correcta del personaje, que los relatos que nos han llegado son todos de la pluma de sus enemigos, por lo que es imprescindible un adecuado expurgo de los mismos.[cita requerida]
Aparte de esto, no es improbable que el jefe de una nación guerrera sopesara la ventaja propagandística de ser considerado por sus enemigos el "Azote de Dios", y que debido a ello fomentara esa imagen entre ellos.[cita requerida]
El nombre de Atila podría significar «Padrecito», del gótico «atta» (padre) con el sufijo diminutivo «-la», ya que sabemos que muchos godos sirvieron en sus ejércitos. Podría ser también una forma preturca, de origen túrquico (compárese con Atatürk y con Alma-Ata, la actual Almaty). Es muy posible que provenga de «atta» (padre) y de «il» (tierra, país), con el sentido de «tierra paterna» o «madre patria». Atil era asimismo el nombre del actual Volga, río que tal vez dio su nombre a Atila.

### En español
- Atila y la batalla de las naciones: selección de textos en el sitio de la Biblioteca Tercer Milenio.

### En francés
- Prisco: Relación de la embajada de Maximino.
  - Texto francés, con introducción y anotaciones en este idioma, en el sitio de Philippe Remacle (1944 - 2011); ed. de 1796.

### En inglés
- Retrato reconstruido de Atila el Huno Basado en fuentes históricas; redactado con un estilo contemporáneo.
- Descripción de Atila por parte de Edward Gibbon en su clásico The Decline and Fall of the Roman Empire
- Extracto de 'Leadership Secrets of Attila The Hun', de Wess Roberts, describiendo las experiencias de Atila en Roma.

| Predecesor: Rugila (como rey único) Bleda (como corregente) | Rey de los hunos 434-453 | Sucesor: Elak |

- Datos: Q36724
- Multimedia: Attila the Hun / Q36724
- Citas célebres: Atila